# Neufraunhofen
Neufraunhofen település Németországban, azon belül Bajorországban. Lakosainak száma 1115 fő (2023. december 31.). Neufraunhofen Velden (Vils), Taufkirchen, Hohenpolding, Baierbach és Geisenhausen községekkel határos.

## Népesség
A település népessége az elmúlt években az alábbi módon változott:
| Lakosok száma | 835  | 1231 | 830  | 969  | 1066 | 1067 | 1075 | 1089 | 1135 | 1115 |
|               | 1875 | 1950 | 1975 | 1987 | 2012 | 2014 | 2016 | 2017 | 2021 | 2023 |